# Copy-On-Write
Copy-On-Write je strategija optimizacije koja se koristi u programiranju. Ideja je da ako više pozivatelja traže resurse koji su nedjeljivi, svi dobiju pokazivače na iste resurse. Kad pozivatelj pokuša modificirati resurs, stvara se privatna kopija, kako se promjene ne bi odrazile na ostale pozivatelje.